# Orlice
Orlice (în germană Adler, în poloneză Orlica, în traducere Vulturoaica) este un râu din Republica Cehă, care are o scurtă întindere și în Polonia. Este un afluent de stâng al râului Elba. Orlice curge prin regiunea Hradec Králove. Este format din confluența râurilor Divoká Orlice⁠(d) (adică „Vulturoaica sălbatică”) și Tichá Orlice (adică „Vulturoaica liniștită”). Împreună cu Divoká Orlice, care este principala sa sursă, Orlice are o lungime de 132,2 kilometri, din care 129 de kilometri se află în Republica Cehă, fiind al 14-lea cel mai lung râu din țară. Fără Divoká Orlice, râul are o lungime de doar 32,9 kilometri. 29,5 km ai râului Divoká Orlice (dintr-un total de 99,3 km) delimitează granița de stat ceho-polonă. Suprafața totală a bazinului hidrografic este de 2036,9 km², din care 1964,9 km² se află pe teritoriul Republicii Cehe.

## Etimologie
Numele este derivat din cuvântul slav orel, cu sensul de „vultur” (literal „vulturoaică”). Probabil că denumirea râului provine de la abundența de vulturi, dar ar fi putut fi și de la prinderea accidentală a unui vultur. Numele afluenților sale, Divoká și Tichá, se referă la caracterul lor: tichá înseamnă „liniștit” și divoká are sensul de „sălbatic”. Râul Divoká Orlice a mai fost numit și Dravá Orlice (adică „Vulturoaica feroce”, sau „fieroasă”).

## Caracteristici

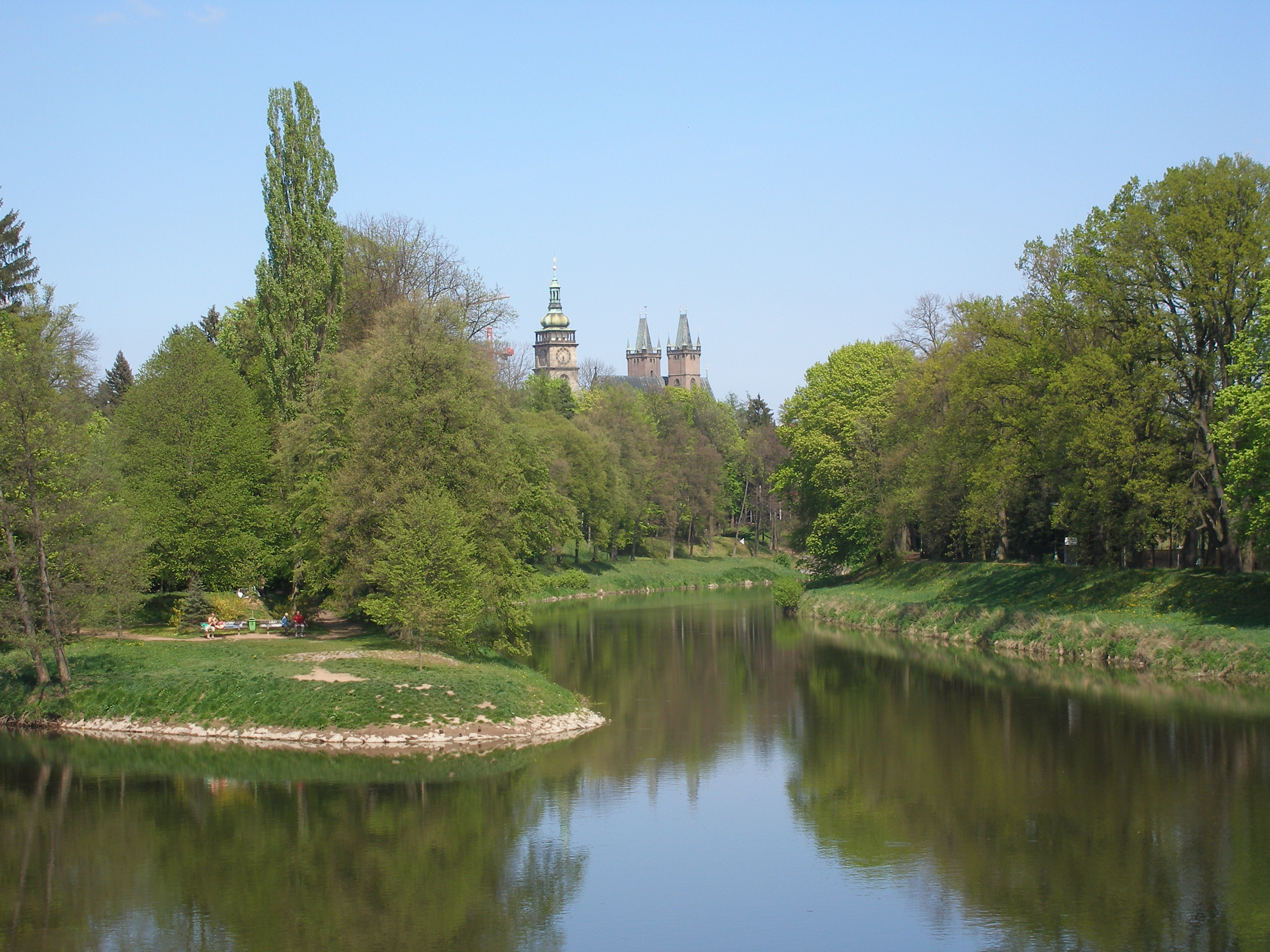
Confluența lui Orlice cu râul Elba

Râul Orlice este unul dintre cele mai puțin perturbate cursuri de apă din Republica Cehă și are doar trei baraje. Din punct de vedere al gospodăririi apei, Orlice, Divoká Orlice și Tichá Orlice sunt trei râuri diferite, cu numerotare separată a kilometrilor de râu. Orlice în sine este format din confluența Divoká Orlice (care este mai mare ca volum și, prin urmare, sursa principală) și Tichá Orlice (care este mai lung) pe teritoriul comunei Žďár nad Orlicí⁠(d) și are o lungime de doar 32,9 kilometri.
Dintr-un punct de vedere mai larg, Orlice (prin Divoká Orlice) își are izvorul pe teritoriul orașului polonez Szczytna din Munții Bystrzyckie, pe versantul muntelui Biesiec⁠(d) la o altitudine de 802 metri deasupra nivelului mării și curge către Hradec Králové, unde curge în râul Elba la o altitudine de 228 de metri deasupra nivelului mării. Are o lungime de 132,2 kilometri, din care 3,2 kilometri se află în Polonia și următorii 29,5 kilometri  formează granița ceho-polonă. Inclusiv cu frontiera, 129 de kilometri se află în Republica Cehă, fiind al 14-lea cel mai lung râu din țară.
Tichá Orlice este afluentul secundar al lui Orlice. Are izvorul pe teritoriul comunei Červená Voda din Munții Hanušovice și este situat exclusiv în Republica Cehă. Are un volum de apă mai mic decât Divoká Orlice, dar este afluentul mai lung. Luând în considerare și Tichá Orlice, lungimea totală a râului Orlice ar fi de 134,7 kilometri.
Bazinul hidrografic al râului Orlice are o suprafață de 2.036,9 kilometri pătrați (786,5 mi2), din care 1.964,5 kilometri pătrați (758,5 mi2) se găsesc în Republica Cehă.
Izvoarele și cei mai lungi afluenți ai râului Orlice sunt:
| Nume afluent   | Lungime (km) | Afluent de |
| -------------- | ------------ | ---------- |
| Tichá Orlice   | 101,8        | stânga     |
| Divoká Orlice  | 99,3         | –          |
| Dědina         | 56,7         | dreapta    |
| Stříbrný potok | 8.9          | stânga     |

## Așezări
Râul curge prin teritoriile comunelor Albrechtice nad Orlicí⁠(d), Týniště nad Orlicí⁠(d), Petrovice⁠(d), Třebechovice pod Orebem⁠(d), Běleč nad Orlicí⁠(d), Blešno⁠(d) și Hradec Králové.

## Corpuri de apă

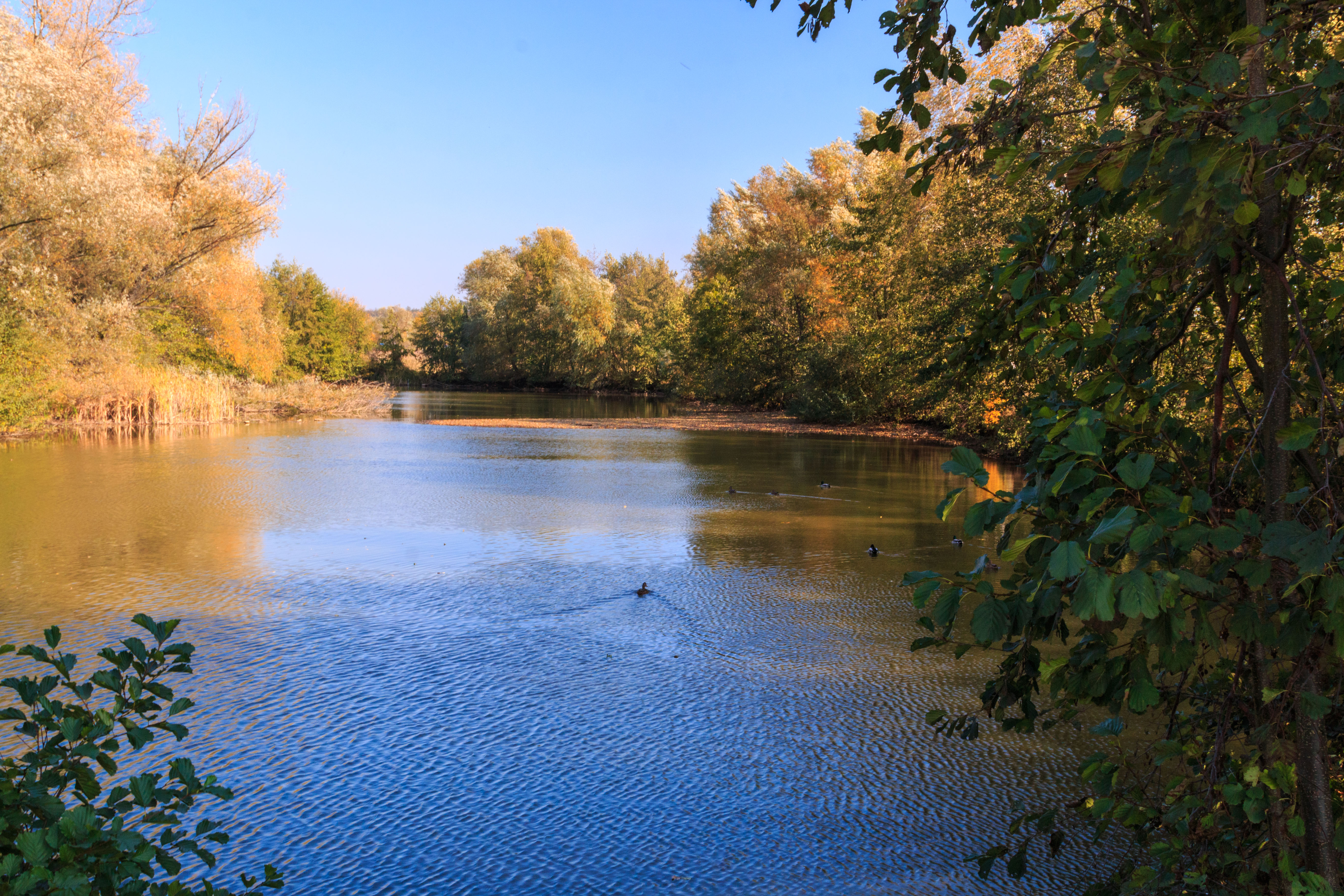
Lacul Negru (Černé jezero) - Stariță

Pe Orlice nu se găsesc rezervoare sau iazuri piscicole. În zona bazinului hidrografic se găsesc 1.534 de corpuri de apă. Cel mai mare dintre ele este iazul cu pești Hvězda, cu o suprafață de 75 de hectare. Al doilea ca mărime este Pastviny I Reservoir, cu o suprafață de 63 de hectare, construit pe Divoká Orlice. Zona din jurul râului este bogată în lacuri în formă de U.

## Turism
Se poate practica turism fluvial pe Orlice. Este un râu potrivit pentru vâslașii mai puțin experimentați. Râul are suficientă apă pe tot parcursul anului.